# Navire de services
 (septembre 2013).
Si vous disposez d'ouvrages ou d'articles de référence ou si vous connaissez des sites web de qualité traitant du thème abordé ici, merci de compléter l'article en donnant les références utiles à sa vérifiabilité et en les liant à la section « Notes et références ».

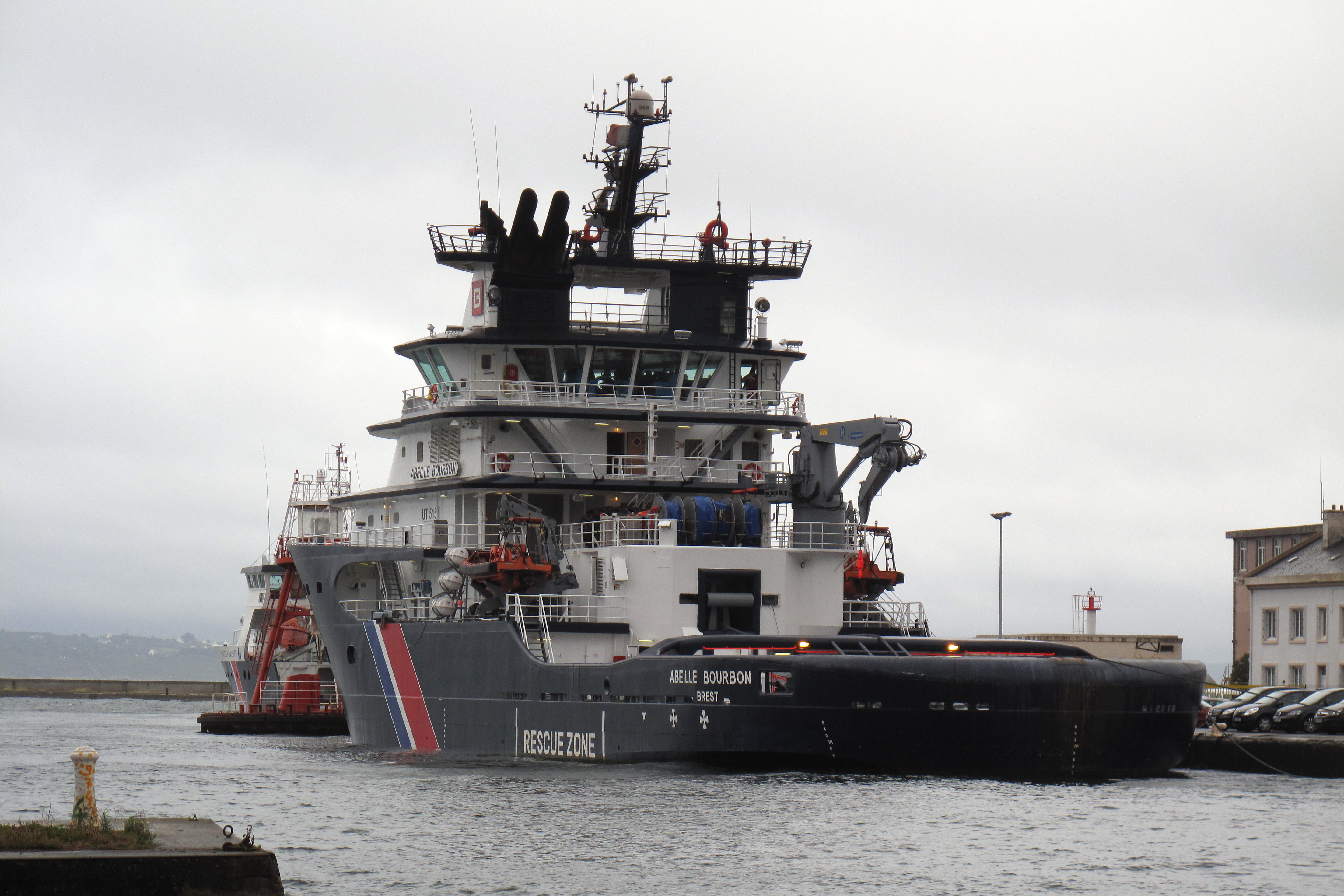
L’Abeille Bourbon, remorqueur d'intervention, d'assistance et de sauvetage

Les navires de services sont des navires et bateaux dont le rôle est de fournir un service soit à d'autres navires, soit à une activité humaine quelconque, que ce soit directement (comme lors d'un remorquage) ou indirectement (lors des dragages). En particulier, ces navires ne sont pas destinés à transporter du cargo ou des passagers, a priori.
Dans la terminologie militaire moderne, un navire de servitude est, en général, un navire civil conçu pour remorquer, transporter des passagers, stocker l'eau ou encore servir de baraquement, docks flottants, etc.

## Types de navire
Les draguesLes dragues servent à entretenir les ports et les chenaux, en déblayant le fond afin d'assurer une profondeur minimale.
Les remorqueursIl existe différents types de remorqueurs, avec différents rôles : les remorqueurs portuaires qui aident les navires à arriver et repartir, les remorqueurs de haute mer qui remorquent sur de longues distances, les remorqueurs de sauvetage pour aider les navires en difficulté, les remorqueurs d'escorte pour rester auprès de pétroliers dans les chenaux.
Les bateaux pilotesCes embarcations rapides servent à amener les pilotes jusqu'aux navires arrivant au port ; le pilote grimpe à bord et guide le navire.
Les bateaux de lamanageCes bateaux permettent aux lamaneurs de porter les amarres des navires à quai ; ils peuvent aussi aider à la lutte antipollution dans les ports.
Les baliseursCes navires permettent de mettre en place et d'entretenir les bouées ainsi que leurs mouillages.
Les bateaux-pharesCes navires sont mouillés en un lieu dangereux, dont ils signalent la présence.
Les bateaux de sauvetageCes bateaux sont spécialement conçus pour le sauvetage en mer.
Les bateaux-pompesCes bateaux assurent la lutte contre les incendies dans les ports.
Les bateaux chargés de la sécurité maritimeCes navires contrôlent le respect de la règlementation (en France les Affaires maritimes).

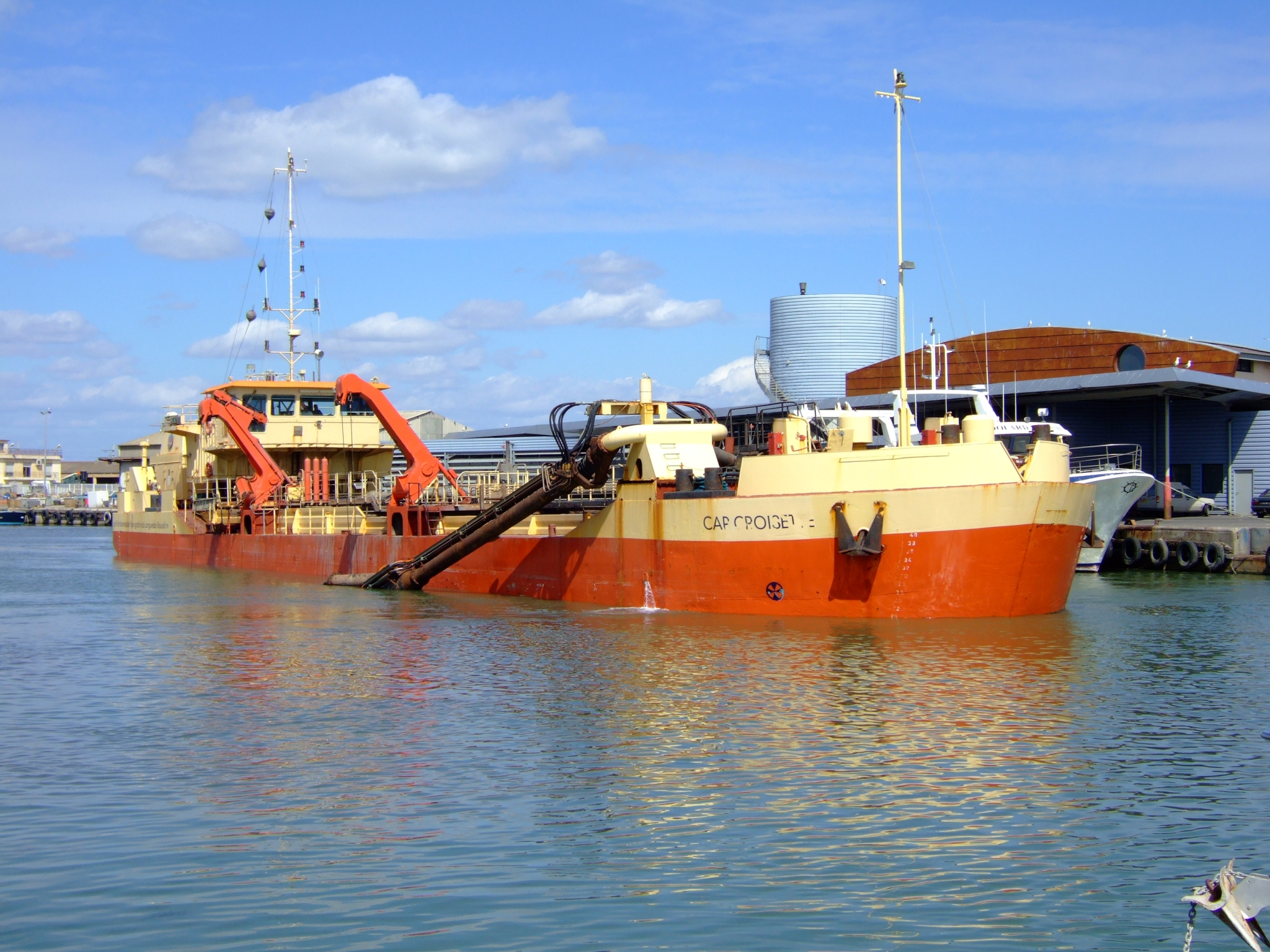
Drague au travail
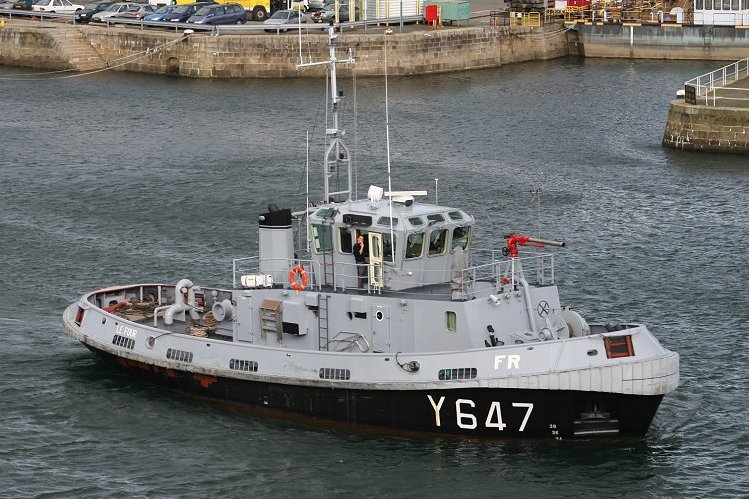
Remorqueur portuaire
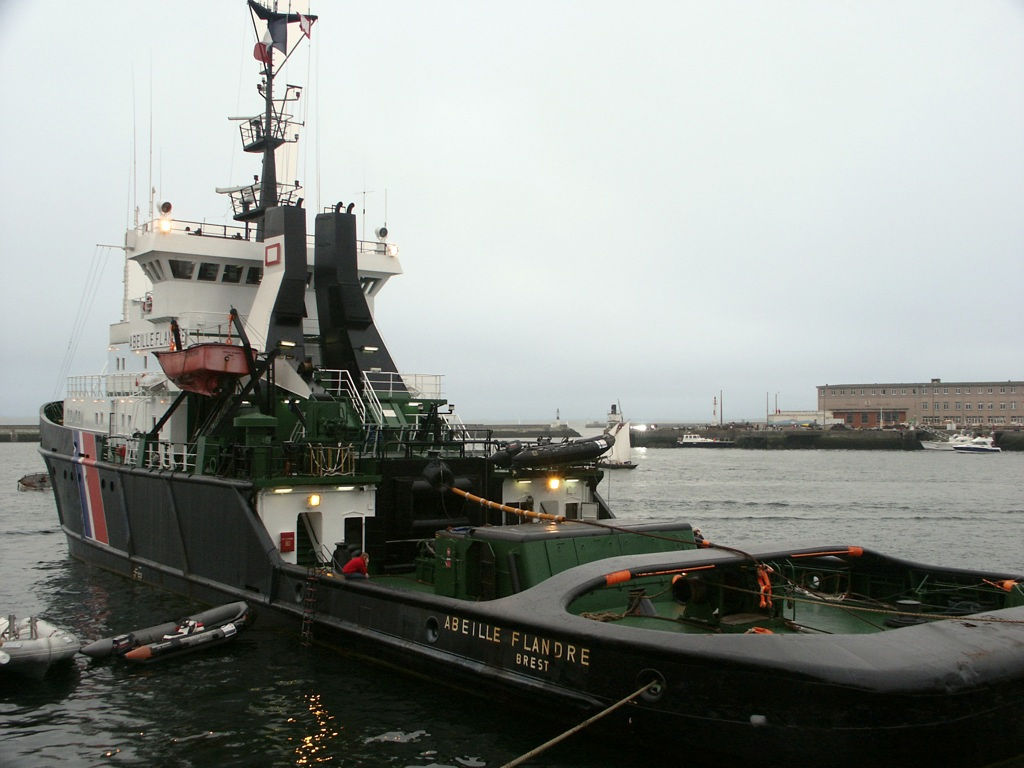
Remorqueur de haute mer
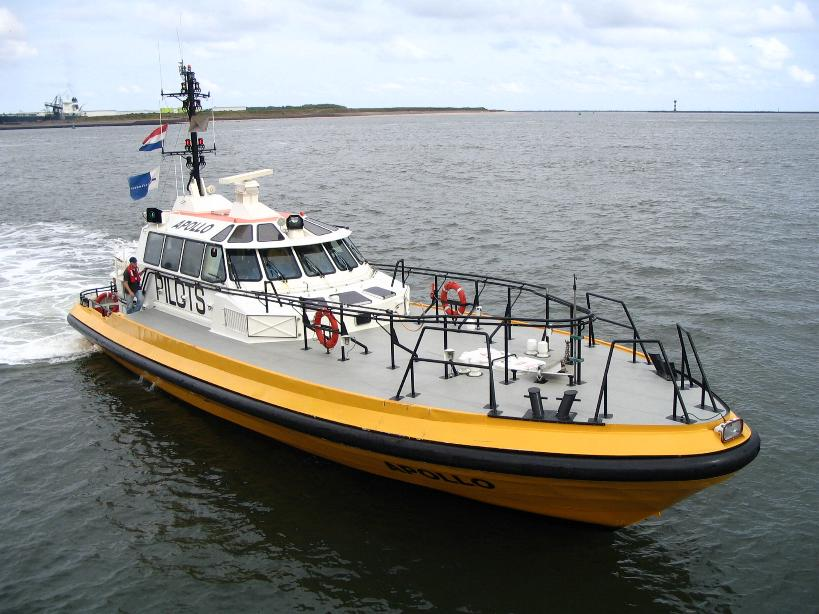
Bateau pilote
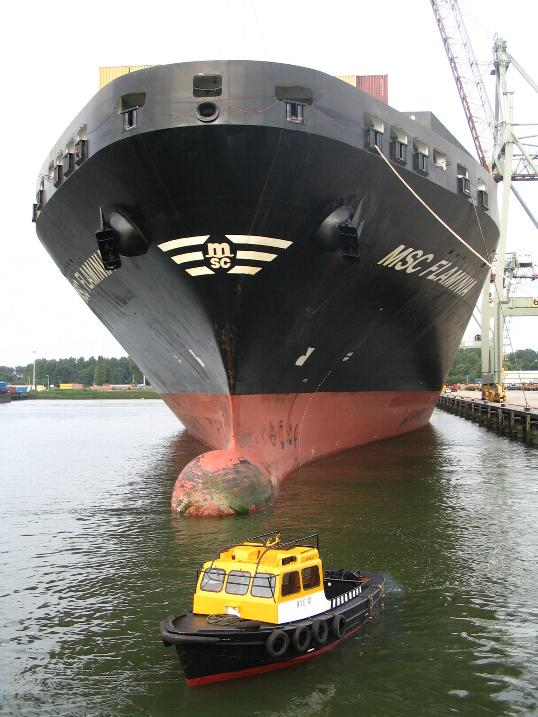
Bateau de lamanage à l'avant-plan
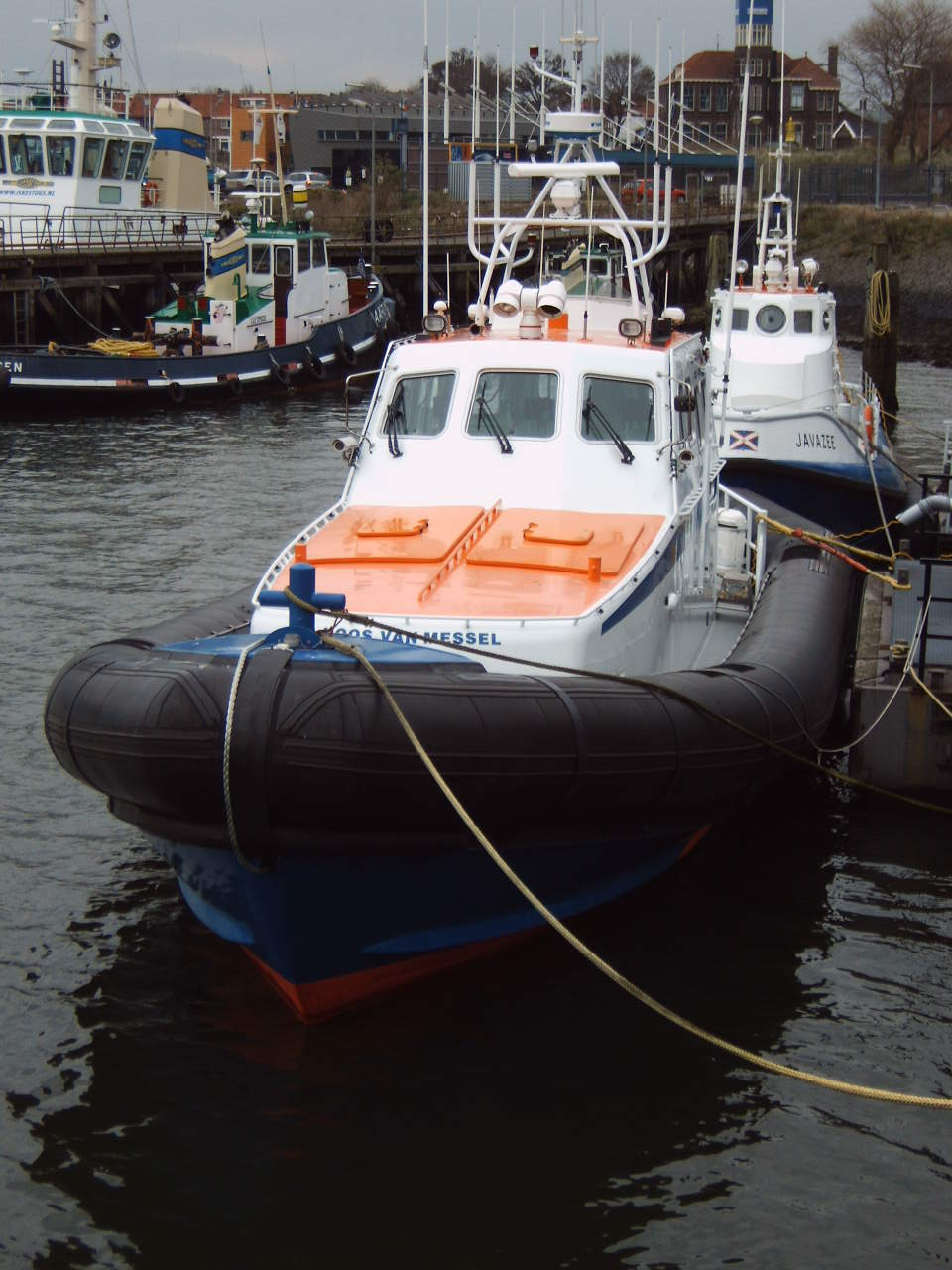
Bateau de sauvetage
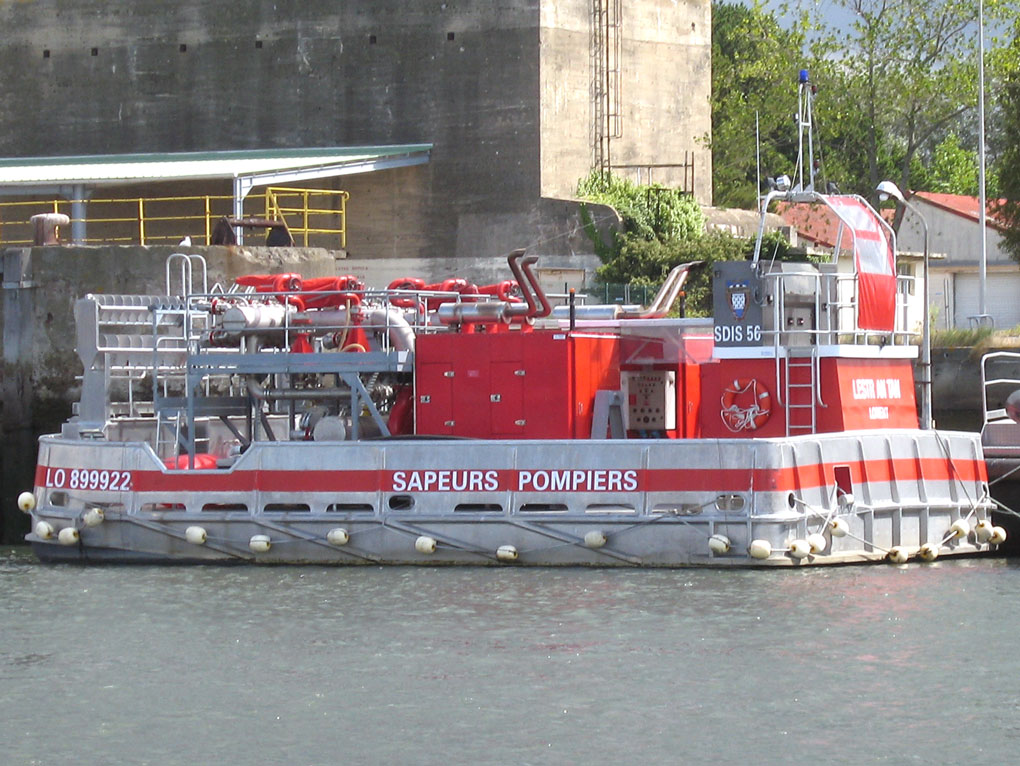
Bateau-pompe du port de Lorient
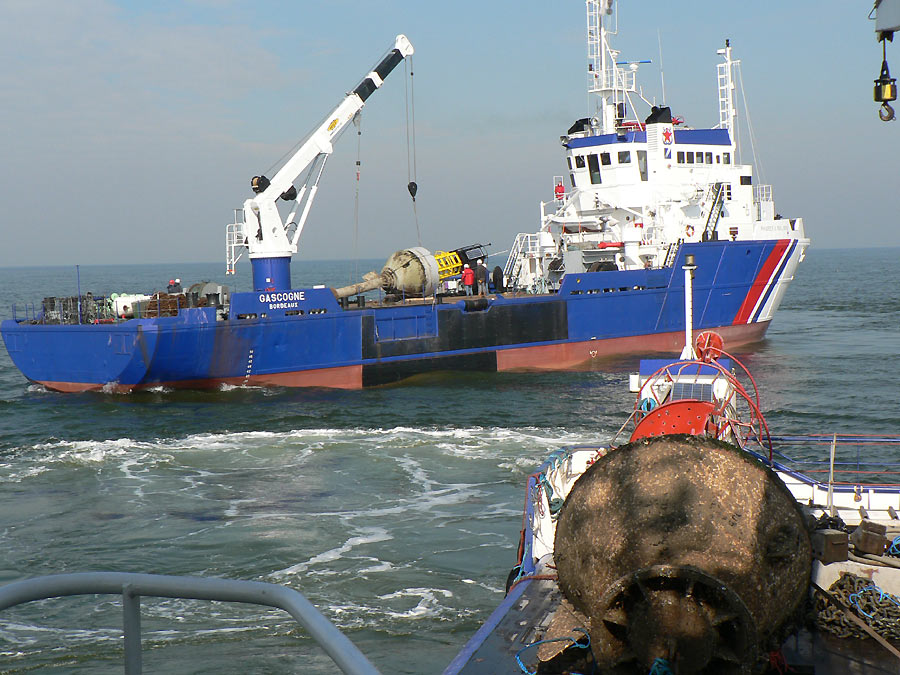
Baliseur océanique en action

## Navires spécialisés
Les navires suivants ne sont pas conçus pour rendre un service aux autres navires, mais ne transportent pas de cargaison ou de passagers.
Les câbliers
Ils servent à poser des câbles sous-marins, et à les entretenir. La pose s'effectuant parfois sur de longues distances, ils doivent avoir une grande réserve de câble.
Les navires poseurs de canalisations
Ils servent à poser des canalisations sous-marines, principalement des oléoducs ou gazoducs.
Les navires météorologiques
Stationnés en mer, comme une plate-forme, pour des observations météorologiques en surface et en altitude afin d'obtenir des données pour la prévision météorologique.
Les navires de ravitaillement offshore
À l'origine conçus pour le ravitaillement des plates-formes pétrolières, ils s'occupent aussi du maniement des ancres, du remorquage, et de la sécurité (anti-incendie par exemple).
Les navires de travaux offshore, qui assistent par exemple l'entretien ou le remplacement de plates-formes pétrolières, en effectuant des forages et en les entretenant, ou l'entretien de parcs éoliens offshore
Les navires de transport de combustible nucléaire et/ou de déchets nucléaires
Ce sont par exemple le Serebryanka en Russie, apte à la navigation dans l'Arctique, ou le Kaiei Maru et le Rokuei Maru au Japon (pour le transport du MOX entre France et Japon, notamment).
Les navires océanographiques
Ces navires sont de véritables laboratoires flottants, permettant de conduire des recherches variées en océanographie, biologie, météorologie, etc.
Les brise-glaces
Ils permettent de maintenir ouvertes les voies de navigation recouvertes de glace. Certains transportent du cargo ou ont d'autres fonctions.

## Projet de navires SOV semi-autonomes
Les AUV se sont considérablement développés, mais en 2021 l'environnement réglementaire, encore en élaboration pour les navires autonomes, ne permet pas de navire sans pilote.
Divers projets de navires intelligents autonomes ou semi-autonomes sont à l'étude. Ces navires seraient informatiquement très assistés dans certaines tâches (voire autonomes et éventuellement pilotés dans ces tâches par une intelligence artificielle), afin de soutenir l’équipage dans les opérations délicates ou de routines fastidieuses. C'est le cas par exemple chez  Royal IHC (IHC) pour ce qui concerne des navires d'opérations de service (SOV) destinés à la maintenance des éoliennes dans les parcs éoliens offshore. La détection d’objets associée à un dispositif d'évitement des collisions, et une gestion optimisée de la passerelle à compensation de mouvement, du positionnement dynamique du navire, des trajets dans le parc éolien (calculés pour économiser le temps et le carburant), de l'approche des éoliennes et du positionnement de la passerelle, etc. sont prévus d'être automatisés, mais chaque action importante serait validée par un officier de bord qui les superviserait. Avant de construire les prototypes, les navires sont d'abord modélisés et testés dans des simulateurs.

## Galerie d'images

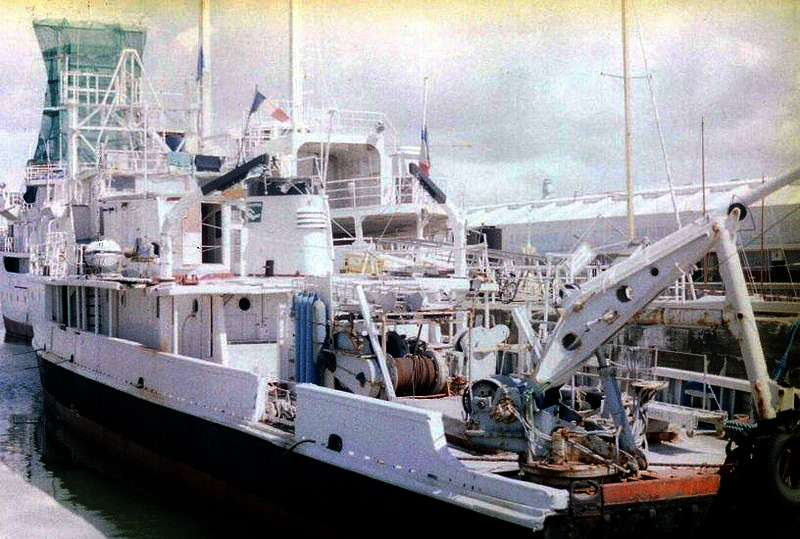
La Calypso, navire scientifique
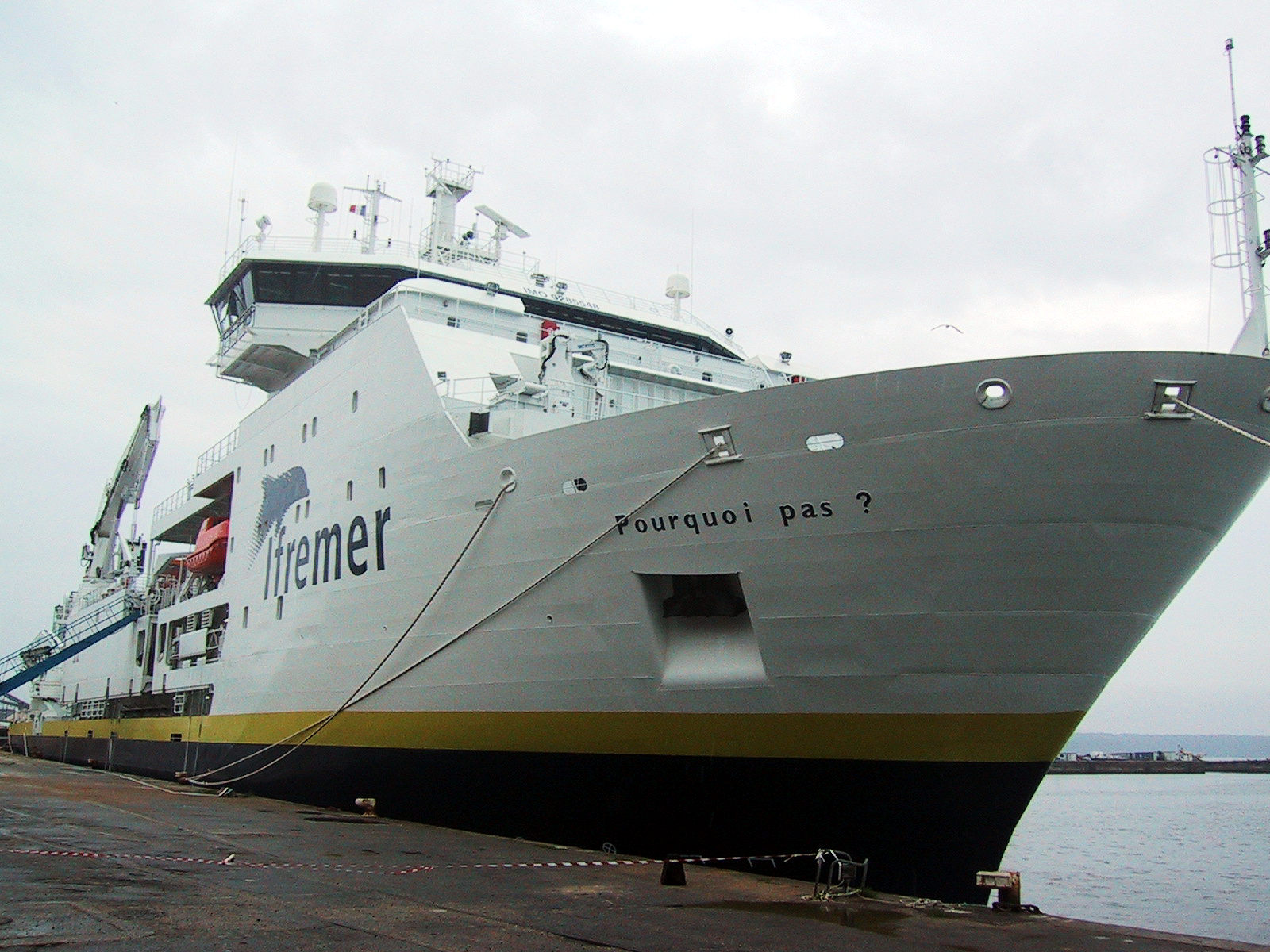
Le Pourquoi Pas ?, navire océanographique
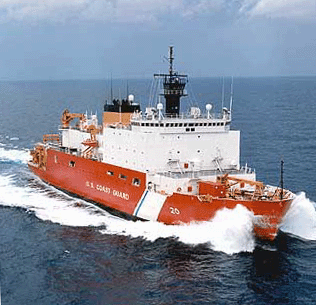
Brise-glace
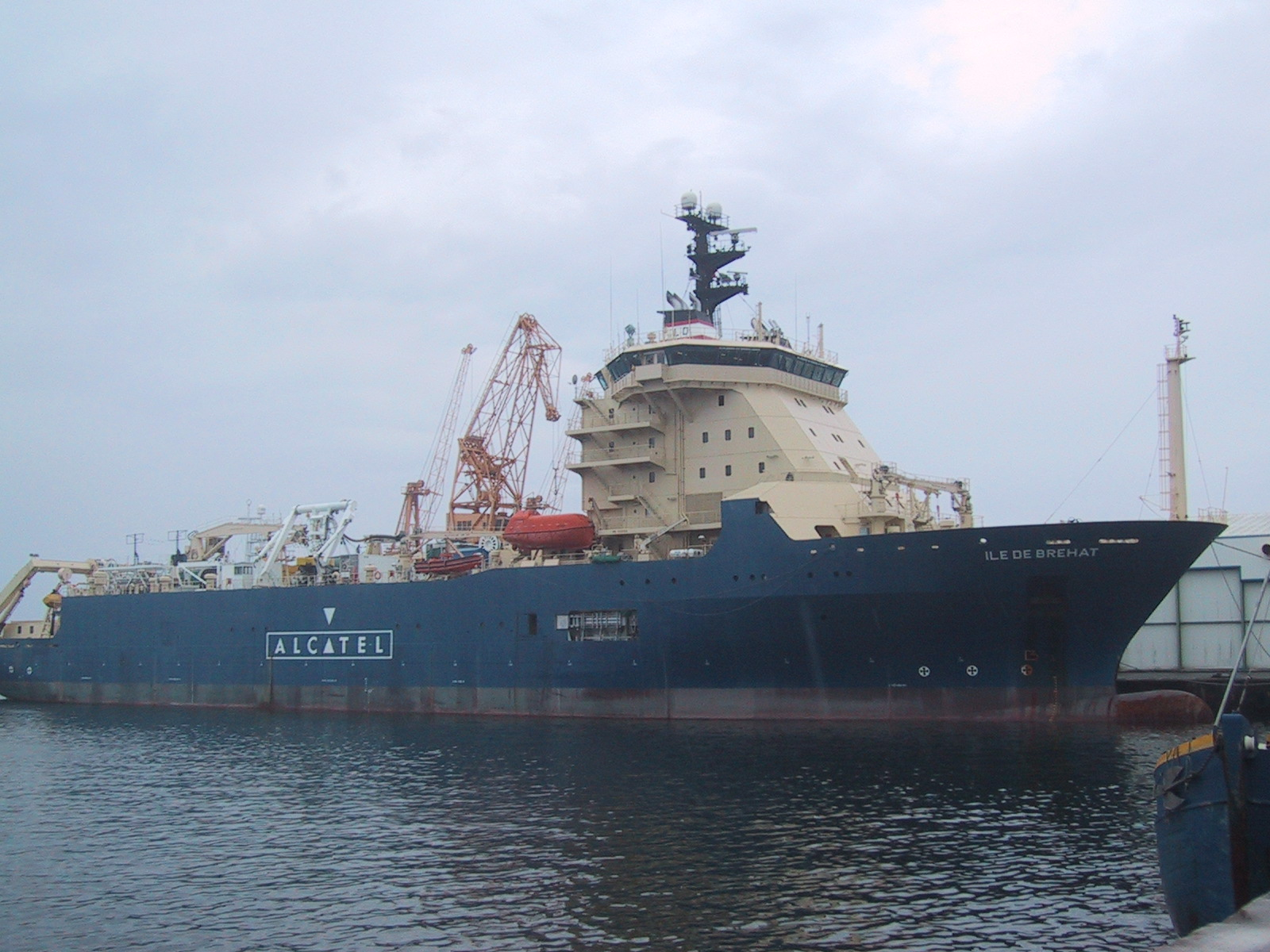
Câblier